# François de Tott
Pour les articles homonymes, voir de Tott.

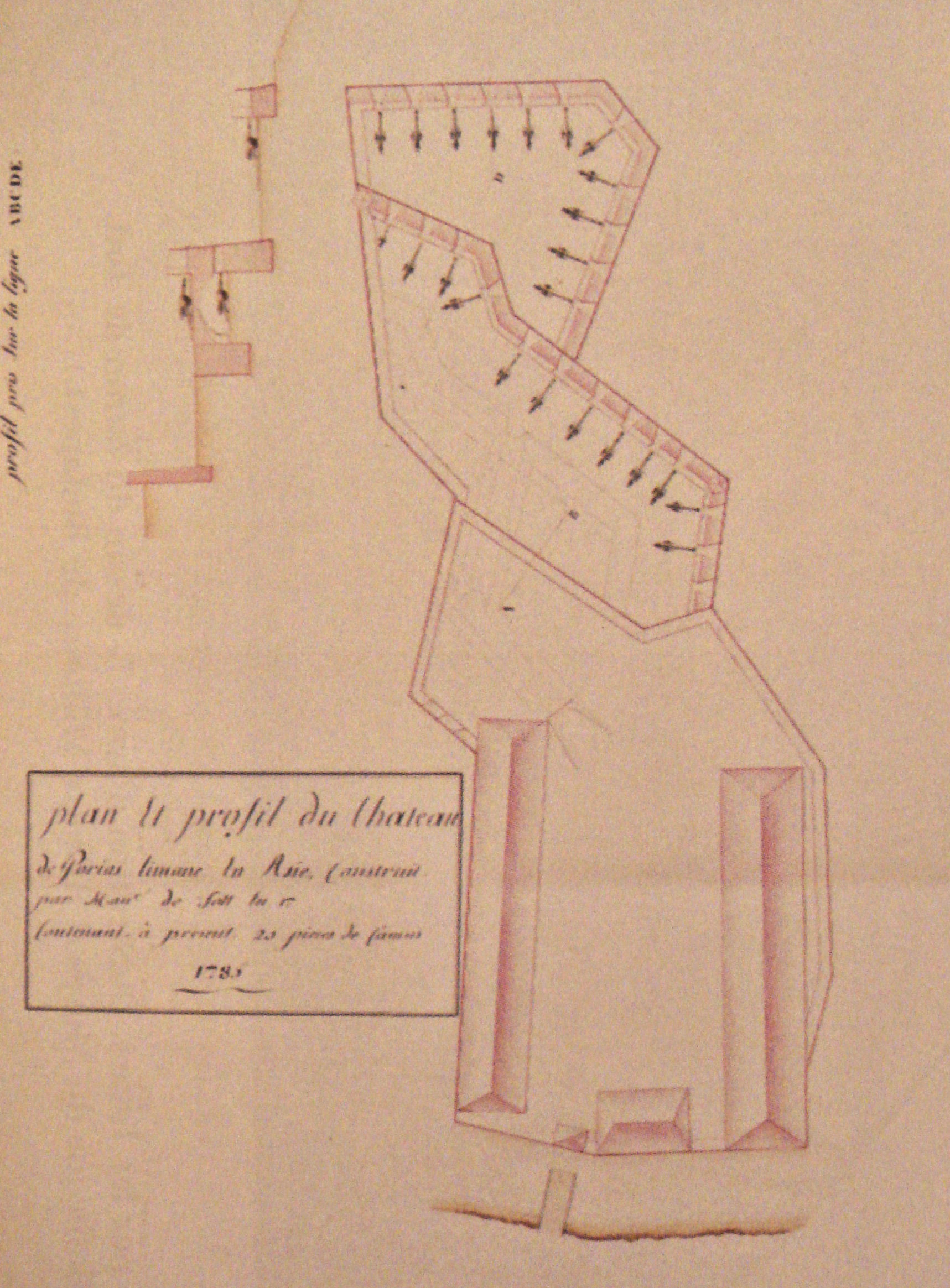
Une fortification construite par le baron de Tott pour l'Empire ottoman pendant la guerre russo-turque de 1768-1774.

François, baron de Tott (Báró Tóth Ferenc en hongrois ; 17 août 1733 à Chamigny - 24 septembre 1793), est un militaire et diplomate français d'origine hongroise.

## Biographie
Né à Chamigny, près de La Ferté-sous-Jouarre, il accompagna son père qui faisait partie de l'ambassade française à Constantinople en 1755 et y fut lui-même employé de 1757 à 1763. Il présenta à Choiseul en 1766 un traité de commerce avec le khan des Tartares. Nommé en 1767 consul de France en Crimée, il prit part au rétablissement de Qirim Giray, khan des Tatars. 
Appelé en Turquie près de Mustapha III, il y rendit d'importants services de 1768 à 1774 : il réforma les pontons et l'artillerie, défendit les Dardanelles contre la flotte d'Orlov et donna les moyens de mettre à couvert la frontière turque du côté d'Otchakov et de la Crimée ; mais il trouva chez les Turcs tant d'antipathie pour les améliorations qu'il se dégoûta et revint en France en 1776. 
Il fut chargé en 1777-1778 de l'inspection générale des consulats dans les Échelles du Levant et en Barbarie. C'est à cette occasion qu'il accomplit une mission secrète de reconnaissance militaire en Égypte avec son interprète Venture de Paradis et le naturaliste Sonnini de Manincourt. Nommé gouverneur de Douai en novembre 1785, il émigra en 1790, et mourut à Bad Tatzmannsdorf, alors en Hongrie (1793). 

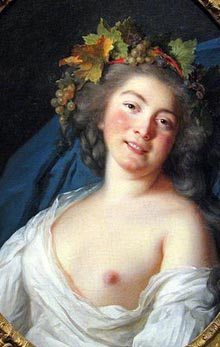
Bacchante (Sophie de Tott). E.Vigee-Lebrun (1785, Sterling and Francine Clark Art Institute)

Le baron de Tott possédait parfaitement la langue turque et connaissait bien les institutions et les mœurs de la Turquie : il a publié des Mémoires du Baron de Tott Sur les Turcs et les Tartares, Amsterdam (Paris), 1784, 4 volumes in-8°. L'ouvrage est traduit et lu dans toute l'Europe avec intérêt, accréditant la thèse d'un Empire ottoman moribond. Ainsi sa traduction anglaise est l'un des ouvrages les plus empruntés de la New York Society Library (en) pour l'année 1789;
De son mariage, en 1755 à Constantinople, avec Marie Rambaud (qui appartenait à une puissante famille de négociants lyonnais installée à Constantinople au XVIIIe siècle), il eut :
1. Sophie de Tott (1758-1848), artiste peintre ;
2. Marie-Françoise (1770-1854), mariée avec François XIII de La Rochefoucauld.

## Œuvres
- François de Tott, Mémoires sur les Turcs et les Tatares, Amsterdam, 1784 (lire en ligne)
- Baron Ferenc de Tott, Mémoires du Baron de Tott Sur les Turcs et les Tartares, Amsterdam, 1784 et 1785, 4 volumes in-8° : 203 p., 220 p., 180 p. et 152 p. ; Paris, 1785 en deux volumes : 273 p. et 264 p.

### Sources
- Marie-Nicolas Bouillet  et Alexis Chassang (dir.), « François de Tott » dans Dictionnaire universel d’histoire et de géographie, 1878 (lire sur Wikisource)
- Soliman Lieutard, Biographie générale des champenois célèbres, morts et vivants ; précédée des illustres champenois, poème lyrique..., Paris, 1836.